# Związek Faszystów Ukraińskich

Związek Faszystów Ukraińskich

Związek Faszystów Ukraińskich (ukr. Союз українських фашистів) – organizacja nacjonalistyczna utworzona w Pradze przez emigrantów ukraińskich w Czechosłowacji na początku lat 20. XX w. Jej przywódcami byli Petro Kożewnikiw i Łeonid Kostariw.
W 1925 weszła w skład Legii Ukraińskich Nacjonalistów. W styczniu 1929 Petro Kożewnikiw brał udział w kongresie założycielskim Organizacji Ukraińskich Nacjonalistów w Wiedniu i został członkiem Prowidu OUN. Spotykał się z Benito Mussolinim, otrzymał fotografię z jego dedykacją. W listopadzie 1929 usunięty z OUN, ponieważ został zdemaskowany jako agent niemieckiego wywiadu. Kostariw został wykluczony z OUN na początku 1933, wobec podejrzeń o współpracę w wywiadem sowieckim.